# Хърлец
Хърлѐц е село в Северозападна България. То се намира в община Козлодуй, област Враца.

## География
Село Хърлец се намира в северозападна България, между Стара планина и река Дунав. Покрай селото минава още река Огоста. Землището и селото лежат върху плато, което е дело на голям метеорит, прелетял от
вселената преди хилядолетия. Наносната почва,
наречена тук „льос“ е песъчлива край Дунав, а
направените сондажи в Дунавската равнина, откриват
присъствие – на море. Платото носещо името на
плодородната „Златия“ е хълмисто, пресечено от юг на
север с много дерета и долове, по които текат малки
реки и потоци, които се вливат в реките Огоста и Дунав.
Землището на Хърлец привидно е сухо. Лишено е от
извори. От север се докосва от Дунав, а на изток
граничи с Огоста. Но при направените сондирания са
открити големи количества подпочвена питейна вода,
която днес се използва за водоснабдяването на
селото. Територията на Хърлец е разположена върху
45264 декара площ. Надморското равнище на селото е
54,5 м. Върху землището на селото е построена
първата на Балканите атомна електроцентрала –
Първа атомна, която се намира на 3 км от центъра на
селото. Хърлец се намира на 12 км от гр. Козлодуй

## Климат
Климатът е умереноконтинентален. Характерно е горещото лято, когато температурите достигат и до 40°C, както и студената и снежна зима. Снеговалежите са обилни, придружени със силни пориви на вятъра,  причиняващи преспи, който затрудняват движението по пътищата в района. Пролетта е хладна и ветровита, а есента е сравнително топла и слънчева.

## История
Селото има вековна история. Културна забележителност в селото,
е национален археологически
резерват „Августа“, намиращ се в
местността „Калето“ на 5 км.
северно от село Хърлец. Резервата е обявен за паметник
на културата в Държавен вестник,
бр. 90 от 1965 г. Крепостта има
форма на неправилен
петоъгълник, издължен от север
към юг. Портите на крепостта са три – по една от запад, север и изток,
а кулите са тринадесет – две ъглови и единадесет междини. През
периода 1973-1984 г. на територията на крепостта са провеждани
планирани археологически проучвания, които дават значими
научни резултати. Най-ранните останки, регистрирани в обекта са
от края на бронзовата епоха. Открити са няколко погребения,
извършвани чрез трупоизгаряне в урна. Първото поселение е от
времето на траките, то е просъществувало до установяването на
римското владичество в днешна Северна България. Данни за
трайно римско военно присъствие има от средата на I век, когато е
изграден укрепен лагер. Първоначално лагерът е бил ограден от
дървено – землено укрепление, което по-късно прераства в
каменна крепостна стена. През II–VI век се развива римски и ранно
византийски градски център „Августа“ с характерна за периода
укрепителна система. Тя изцяло е проучена и е установено, че
крепостната стена е вкопана до 2,30 м и дебелината и достига до
2,50 м. Стените и са изградени от грубо обработени камъни,
споени с бял хоросан. Градът е последователно разрушаван и
възстановяван при Първото и Второто готски нашествия през III–IV
век. Последното разрушение на града е през VI век от аварите,
след това той не е възстановен. Проучванията установиха, че
върху развалините на „Августа“ впоследствие е изградено славяно-
българско селище.
Съвременното селище е основано от власи, преселили се от Влашко през Османския период.

## Население
Преброяване на населението през 2011 г.
Численост и дял на етническите групи според преброяването на населението през 2011 г.:
|                     | Численост | Дял (в %) |
| Общо                | 2509      | 100,00    |
| Българи             | 1443      | 57,51     |
| Турци               | 0         | 0,00      |
| Цигани              | 138       | 5,50      |
| Други               | 5         | 0,19      |
| Не се самоопределят | 0         | 0,00      |
| Неотговорили        | 469       | 18,69     |

## Религии
Населението е изцяло съставено от християни. В 1884 година е завършена църквата „Успение Богородично“. Зографията в нея е дело на дебърския майстор Велко Илиев. Това се разбира и от плочата, монтирана на западната стена на църквата. През 1995 година, в навечерието на
111-годишнина на храм паметника е
направена вътрешна реконструкция –
възстановяване на иконописа по стените в
корабната част и ремонтиран изцяло
олтара. Ремонта е извършен от десет
студенти от художествена академия в
София под ръководството на декана – доц.
Григоров и с помощта на асистент
Белишки. Целият ремонт е направен
безплатно от студентите като дар за
селото. Църквата си остава един
духовен център, тачен от жителите на
село Хърлец.

## Други
Името на селото означава геран, кладенец, бунар.
Легенда за селото:
Това се случило много отдавна. Живели си хората мирно и щастливо
в своите колиби, орали земята, сеели семена, отглеждали деца. Реките
Дунав и Огоста шумолели сред тополи и върби, носели бистри сини води
към морета и океани. Летели птици, звънели хлопатарите на стадата. Но
коварна болест започнала да помита младо и старо. Зачернила колибите.
Объркани хората се питали: “Къде да отидем, къде да се спасим?”
Тогава от една землянка излязла стара прегърбена старица, с коса
по-бяла от снеговете. Лицето ѝ набраздено, като разораните напролет
ниви.
-Мили хора – рекла тя на селяните – трябва да бягате на запад към
дъбовия хълм... Там ще останете девет месеца и пак ще бягате... Девет
пъти огнища трябва да направите.
- Коя си ти, бабо? – запитали хората.
- Не сме те виждали...
- Която и да съм, слушайте какво ви казвам. Така ще се спасите от
коварната чума...
- А ти?
- Аз ще остана да я заблудя – отговорила старицата и се върнала в колибата. Послушали я хората. Впрегнали кравите и отишли на дъбовия хълм.
Задимели огнищата. Като минали девет месеца се преместили. След още
девет, пак запалили огнище на друго място. Така девет пъти правили колиби:
отишли на хълма на Чока, после мястото на днешните овчарници, към
днешното село Сараево, край Огоста, в местността „Бели брег“, в Гърлището,
в Телешмана, в Барочията и още на други места, докато спрели на мястото на
днешното село. И задимели отново огнищата, а хората със страх поглеждали
към най-старите колиби. Спомнили си за старицата.
Един смелчага веднъж решил да отиде при старицата. Спуснал се на
север и стигнал разрушените колиби. Само една все още димяла. Приближил
и чул песен. Бил гласът на старицата. Тя пеела песен за това, как чумата се
удавила в реката. Влязъл младежът, хванал сухата ръка на бабата и я
целунал. А тя попитала:
- Сменихте ли девет места?
- Сменихме ги.
- Сега вече нищо няма да ви изгони от там.
Помолил я младежът да отиде с него в новото село, но тя отказала.
Пожелала да умре в старото селище, къде била погребала мъж и деца.
А когато умряла, селяните я погребали близо до Дунав, на хълма, където
после съградили манастир. Дълго после хората идвали в него да запалят
свещица, да се помолят, сватба да направят, дете да кръстат.
Не зная дали всичко е истина, но във всяка легенда има и зрънце
светлина. Може пък точно така да е създадено нашето село Хърлец.

## Култура
В селото има читалище, което се казва „Никола Йонков Вапцаров – 1927“. Родено от историческата потребност на времето, тръгва по пътя на своето развитие с високите идеали за културно въздигане, самосъзнание и духовен растеж на местните хора. Трети юли 1927 г. На този ден по инициатива на учителите в селото – Димитър Шаров, Димитър Очев, Никола Попов и някои по-просветени хора, както и местния свещеник Атанас Стойков се основава читалище „Стоян Михайловски“. Негов първи председател е Димитър Маринов/търговец/, а библиотекар Димитър Шаров/учител/. Подпредседател е Никола П. Димитров/учител/, секретар Димитър М. Очев /учител/, касиер – Флоро Параскевов/земеделец/. Съветници-свещеник Атанас
Стойков и Опро Динчев/писар/. През 1954 г. Читалище“Стоян Михайловски“е преименувано на Народно читалище „Никола Йонков Вапцаров“, чието име носи и до днес. Тогавашното ръководство с председател Трифон Думбаров и библиотекар Димитър Русев подобряват и ремонтират помещението за развиване на дейности. През 1975 г.се открива новата читалищтна сграда. Тя е построена със средствата от самооблагане на местното население. Най-голямо участие по построяването взема кмета на селото ни Борис Тодоров Терчев, който е техник на строежа.
Към читалището функционират Група за народни обичаи и наричания, женска певческа група „Хърлечанка“, кръжок по приложни изкуства „Майсторете ръчички“, детско юношески състав „От извора“, дамска формация „Аугуста“, клуб „Любознайко“, клуб „Млад екопатрул“, детски танцов състав „Веселушки“ и САФ „Калушари“ – едно от петте живи човешки съкровища на България.

## Личности
Родени в Хърлец
- Антоний Проватски (1915 – 2002), български духовник